# Elvis Kabashi
Elvis Kabashi (født 20. februar 1994 i Durrës, Albanien) er en albansk fodboldspiller, der spiller for Juventus II.

## Spillerkarriere
Kabashi blev rykket op fra ungdomsrækkerne i Empoli, til klubbens reserve seniorhold. Den 23. august blev han så udlejet til Juventus. Kabashi nåede ikke at optræde for Juventus' førstehold, men sad derimod på bænken i to kampe uden at spille. Derimod spillede han for klubbens reserve hold, og nåede faktisk at spille 17 kampe, og scorede to mål, på det hold man kalder Juventus Primavera (Juventus II). 
Han havde et succesfuld lejeophold i Juventus Primavera, og det resulterede i, at han skiftede der over, efter blot at have optrådt 15 gange for Empoli Primavera. 
Fra den 5. august 2013 til den 15. januar 2014 var Kabashi udlejet fra Juventus Primavera til Serie B-klubben Pescara. Her spillede han 2 kampe, hvoraf 1 af dem var i Serie B, og sad hele 14 gange på bænken.